# جعفر بن ابی‌طالب
جعفر ابن ابی‌طالب (۳۴ قبل از هجرت - ۸ هجری قمری) ملقب به ذوالجناحین و مشهور به جعفر طیار یکی از صحابه و پسر عموی پیامبر اسلام محمد و همچنین برادر بزرگتر علی بن ابی‌طالب بود.
او در سال پنجم بعثت که آزار هایی که مخالفان اسلام نسبت به مسلمانان می‌داشتند به اوج خود رسیده و آنان را به ستوه آورده بود، سرگروه جمعی از مسلمانان بود که با اجازه محمد به سرزمین حبشه هجرت کردند.
چون مردم حبشه از اهل کتاب و به دین عیسی مسیح بودند و می‌شد حدس زد که نسبت به مسلمانان مهربان خواهند بود. داستان دفاع جعفر ابن ابی طالب از اسلام و مسلمین در برابر نجاشی پادشاه حبشه (هنگامی که عمروعاص برای برگرداندن آن‌ها با هدایای بسیار به نزد پادشاه رفته و او را تحریک کرده بود) در تاریخ آمده‌است.
جعفر بن ابی‌طالب پسری به نام عبدالله داشت که شوهر زینب بود.
به گفته مسلمانان وی در غزوه موته (سال هفت بعد از هجرت) پرچم سپاه اسلام را داشت، تا زمانی که دو دستش را قطع کردند و او با دو دست بریده سعی در برپا نگاه داشتن رایت اسلام داشت.
محمد در مورد او گفت: «خداوند به جای آن دو دست دو بال عطا فرمود که بدانها در بهشت پرواز کند به هر جای که خواهد». زیارتگاه او در موته است.

## نماز جعفر طیار
نماز جعفر طیار یکی از نماز های مستحبی است که منسوب به جعفر طیار است و در روایت‌های اسلامی، فضیلت‌های بسیار زیادی برای خواندن آن ذکر شده‌است. بر اساس احادیث اسلامی، این نماز را پیامبر اسلام، محمد بن عبدالله تحت عنوان هدیه ای به جعفر بن ابی طالب تعلیم داد. هنگامی که جعفر در روز فتح خیبر از حبشه به شهر مدینه حرکت کرد، پیامبر اسلام به استقبال وی آمد و به مردم اعلام داشت:
«نمی‌دانم به کدام یک از این‌دو خوشحالی کنم، به فتح خیبر یا به برگشتن پسر عمویم جعفر؟» بعد از آن، پیامبر اسلام نماز جعفر طیار را به وی یاد داد و افزود: «اگر توانستی این نماز را هر روز، و اگر نتوانستی هر هفته، و اگر نتوانستی هر ماه، و اگر نتوانستی هر سال، و اگر نتوانستی در عمر خود یک بار این نماز را بخوان. اگر این نماز را خواندی، خداوند گناهان بزرگ و کوچک، قدیم و جدید و گناه عمدی و اشتباهی تو را می‌بخشد». همچنین، پیرو فضیلت این نماز مستحبی از جعفر صادق نقل شده که: «هر کس نماز جعفر را هر روز بخواند، بدی‌های او نوشته نمی‌شود و برابر هر تسبیحی که در این نماز می‌خواند خداوند به او یک ثواب عطا کرده و یک درجه در بهشت به او می‌بخشد.»

## همسر و فرزندان
وی با اسماء بنت عمیس ازدواج کرد و همچنین چندین فرزند داشت.
- حمید بن جعفر بن ابی طالب ، متولد ۱۲ سال قبل از هجرت ، در مکه زاده شد ، اما زود مرد و نسل وی ادامه نیافت.[۸][۹]
- حمزه بن جعفر بن ابی طالب ، حمزه ظاهراً در سال ۱۰ قبل از هجرت ، در مکه زاده شد ، او نیز زود مرد و نسل وی ادامه ندارد..[۹][۱۰]
- عبدالله الاکبر بن جعفر بن ابی طالب ، متولد سال اول هجری قمری در حبشه. او اولین زاده اسلام در سرزمین حبشه است و همراه پدرش به مدینه آمده است..[۹][۹]

- محمد اکبر بن جعفر بن ابی طالب ، متولد ۲ هجری قمری در حبشه ، در سال ۳۷ هجری در صفین کشته شد.[۱۲][۱۳]
- عون بن جعفر بن ابی طالب ، متولد سال ۳ هجری قمری در حبشه ، در حادثه کربلا در سال ۶۱ هجری کشته شد ، و گفته شد که در شوشتر کشته شد. ، اما هیچ نسلی نداشت.[۱۴][۱۵]
- محمد اصغر بن جعفر بن ابی طالب ، متولد ۴ هجری قمری در حبشه ، وی نیز در واقعه کربلا در سال ۶۱ هجری قمری ، در سن ۵۶ سالگی کشته شد.[۱۶]
- عبدالله الاوسط بن جعفر بن ابی طالب ، متولد ۵ هجری قمری در حبشه ، زود مرد و نسلی ندارد.[۱۶][۱۷]
- عبدالله الاصغر بن جعفر بن ابی طالب. او در سال 6 هجری قمری در حبشه به دنیا آمد ، نسلی ندارد.[۱۶][۱۷][۱۸]
- الحسین بن جعفر بن ابی طالب ، متولد ۸ هجری قمری ، نسلی ندارد. به نظر می رسد که او پس از مهاجرت به مدینه متولد شده است.[۱۹]
- احمد بن جعفر بن ابی طالب ،  زیارتگاهی در عراق دارد.[۱۸][۲۰][۲۱]
- نعمی بن جعفر بن ابی طالب ،
- ام القاسم بن جعفر بن ابی طالب.

## تخریب آرامگاه
داعش اندکی پس از تخریب آرامگاه عبدالسلام الاسمر از نوادگان امام دوم شیعیان (حسن مجتبی) در لیبی، آرامگاه جعفر طیار نیز در اردن آتش زدند.